# Demetriu Radu

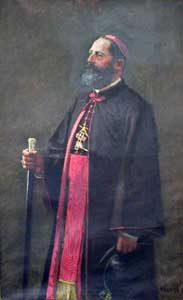
Bischof Demetriu Radu

Demetriu Radu (* 26. Oktober 1861 in Tompaháza (deutsch: Neudorf oder Thomaskirch), Komitat Unterweißenburg, Großfürstentum Siebenbürgen; † 9. Dezember 1920 in Bukarest) war Bischof von Oradea Mare (Großwardein) der Rumänischen griechisch-katholischen Kirche.

## Leben
Demetriu Radu besuchte die Grundschule seines Heimatorts und das Gymnasium in Blaj. Erzbischof Ioan Vancea schickte ihn 1879 nach Rom, um dort am Collegium St. Athanasius Theologie und Philosophie zu studieren. Zur gleichen Zeit war er in der Kongregation de Propaganda fide tätig und promovierte 1885 zum Doktor der Theologie. Am 26. Juli 1885 wurde er in Rom zum Priester geweiht. Zurück in der Heimat sandte ihn Erzbischof Vacea 1886 nach Bukarest zur Betreuung der rumänisch-griechisch-katholischen Gläubigen. Da es zu dieser Zeit keine Rumänische griechisch-katholische Kirchen-Vertretung in der Hauptstadt gab, wurde er als Gast beim römisch-katholischen Erzbischof Paul Joseph Palma aufgenommen. Er predigte in der St. Josefs-Kathedrale in mehreren Sprachen (Rumänisch, Französisch, Deutsch und Italienisch).
Am 22. November 1896 wurde Demetriu Radu zum Bischof von Lugoj gewählt. Papst Leo XIII. bestätigt am 3. Dezember 1896 diese Wahl. Der Erzbischof von Făgăraș und Alba Iulia, Victor Mihaly de Apșa, spendete ihm am 9. Mai 1897 in der Kathedrale von Blaj die Bischofsweihe. Mitkonsekratoren waren der Erzbischof von Bukarest, Joseph-Xavier Hornstein, und der Bischof von Großwardein, Mihail Pavel. Am 16. Mai 1897 wurde er in der Kathedrale von Lugoj in sein Bistum installiert. Er setzte sich für die Verbesserung des Schulunterrichts ein, besonders die religiöse Bildung, errichtete Kirchen und mietete Räume in Privathäusern, um dort Gottesdienst feiern zu können.
Am 25. Juni 1903 wurde Demetriu Radu zum Bischof von Großwardein ernannt. Die feierliche Installierung fand am 16. August 1903 in der Kathedrale St. Nikolaus in Oradea statt. Er baute zunächst die Residenz auf, ein Erweiterungstrakt wurde zur schulischen Ausbildung errichtet. Er ließ den Dom restaurieren, Kirchen und Schulen erbauen. Papst Pius X. ernannte ihn zum Päpstlichen Thronassistenten.
Er war nach dem Ersten Weltkrieg Mitglied des Parlaments. Bei einem Bombenattentat auf das Senatsgebäude in Bukarest am 8. Dezember 1920 wurden Bischof Demetriu Radu und der Minister Dumitru Greceanu getötet. Sie wurden in einem Staatsbegräbnis gemeinsam beigesetzt. Später entnahm man seine Gebeine und überführte sie in die Krypta der St. Nikolaus-Kathedrale in Oradea.